# Mauritius International 1969
Die Mauritius International 1969 fanden Ende April 1969 in Port Louis statt. Es war die vierte Austragung dieser internationalen Titelkämpfe von Mauritius im Badminton.

## Titelträger
| Disziplin    | Sieger                    |
| ------------ | ------------------------- |
| Herreneinzel | Jacob Pin Harry           |
| Dameneinzel  | Hélène Pin Harry          |
| Herrendoppel | H. Dulloo H. Nagesh       |
| Damendoppel  | A. M. Bouchet M. C. Juhel |
| Mixed        | Jacob Pin Harry D. Wan    |